# Matewan (pel·lícula)
Matewan és una pel·lícula dramàtica americà dirigida per John Sayles, estrenada l'any 1987. 
Ha estat doblada al català

## Argument
Cap a 1920, les mines de carbó de Virgínia de l'Oest estan controlades per poderoses companyies que paguen salaris molt baixos perquè els preus siguin competitius. La mà d'obra està formada per immigrants negres del sud. Quan els miners de Matewan es declaren en vaga, la desesperació i la violència no triguen a aparèixer.

## Repartiment
- Chris Cooper : Joe Kenehan
- Mary McDonnell : Elma Radnor
- Will Oldham : Danny Radnor
- David Strathairn : Sid Hatfield
- Ken Jenkins : Sephus Purcell
- Kevin Tighe : Hickey
- Gordon Clapp : Tom Griggs
- Bob Gunton : C.E. Lively
- Joe Grifasi : Fausto
- Josh Mostel : Cabell Testerman
- Tom Wright : Tom
- Davide Ferrario : Gianni
- John Sayles : Pastor
- Frank Hoyt Taylor : Al Felts
- Mason Daring : Picker
- James Earl Jones : Few Clothes

## Nominacions
- Oscar a la millor fotografia per Haskell Wexler